# 成賢
成賢（じょうけん/せいけん、応保2年（1162年）- 寛喜3年9月19日（1231年10月16日））は鎌倉時代前期の真言宗の僧。藤原南家の出身で、中納言・藤原成範の子。遍智院僧正、宰相僧正と称された。

## 略歴
若くして醍醐寺の叔父勝賢に師事して諸経論を学び、文治元年（1185年）に三宝院に入り、11月勝賢より灌頂を受ける。建久4年（1193年）、勝賢の権僧正辞退にかわり権律師に任ぜられ、正治2年（1200年）には権少僧都に進む。建仁3年（1203年）に醍醐寺座主に補任された。元久2年（1205年）に座主を持して良海に譲るが、翌年再び座主に復任して、建永2年（1207年）に祈雨の功で法印に叙せられた。承元2年（1208年）に大僧都、承元4年（1210年）3月に東寺三長者に任ぜられる。建暦元年（1211年）、再び祈雨の功で権僧正となるなど、祈雨に長じたようである。建保6年（1218年）、座主を弟子の光宝に譲りまた諸職を辞任した。
成賢は生涯に御修法を39度にわたって行い、秘法を修すれば常に法験を示したという。門弟らもその褒賞により僧官を与えられた。寛喜3年9月19日（1231年10月16日）、遍智院で入寂。享年70。藤原定家は成賢を「天下の富人」と評している。著作に、『薄双紙』や『遍口鈔』、『結縁灌頂私記』などがある。
四十人あまりの弟子があったが、特に道教、深賢、憲深、慈教は四傑と呼ばれてそれぞれ家風を起こし、これらは総じて成賢流と称された。